# آرتاوازد چهارم
آرتاوازد چهارم از ارمنستان؛ همچنین شناخته شده به عنوان آرتاوازد دوم آتورپاتکان آرتاوازد دوم از آتورپاتکان ماد و ارمنستان بزرگ؛ آرتاوازد دوم و آرتاوازد (۲۰ پیش از میلاد - ۶ پس از میلاد).) شاهزاده‌ای ایرانی بود که به عنوان پادشاه آتورپاتکان ماد خدمت می‌کرد. آرتاوازد همچنین در طول پادشاهی خود در آتورپاتکان ماد، به عنوان عامل رومی پادشاه ارمنستان خدمت کرد.